# Caccobius binodulus
Caccobius binodulus là một loài bọ cánh cứng trong họ Bọ hung (Scarabaeidae).